# The Blue Room (EP)
The Blue Room é o segundo EP lançado pela banda britânica Coldplay, e seu primeiro lançamento depois de fechar contrato com a gravadora Parlophone em abril de 1999. 

## Antecedentes
A versão de "Don't Panic" foi caracterizada e é diferente da versão que aparece no álbum de estreia do grupo, Parachutes. A quarta faixa, "High Speed", também aparece em Parachutes da mesma forma que ele aparece no EP, sem nenhuma mudança. O EP também apresenta duas canções retiradas de seu EP anterior, Safety: "Bigger Stronger" e "Such a Rush".
"See You Soon" viria a ser apresentada regularmente no setlist do Coldplay na turnê "A Rush of Blood to the Head Tour" e foi destaque no CD e DVD ao vivo da banda Live 2003.  
Somente 5000 cópias foram feitas originalmente. Depois de uma re-edição em 2001, o EP tornou-se disponível em maiores quantidades.
A capa do álbum foi tirada de uma edição da revista National Geographic em 1997.

## Lista de faixas
| N.º | Título                                  | Duração |  |
| 1.  | "Bigger Stronger"                       | 4:49    |  |
| 2.  | "Don't Panic" (versão do The Blue Room) | 2:38    |  |
| 3.  | "See You Soon"                          | 2:51    |  |
| 4.  | "High Speed"                            | 4:16    |  |
| 5.  | "Such a Rush"                           | 4:57    |  |